# Curlingföräldrar
Curlingföräldrar och curlingbarn är två sentida populärpsykologiska begrepp, lanserade av den danske psykologen Bent Hougaard, där föräldrarna i allt större omfattning lägger sig i sina barns liv och utveckling. Begreppen syftar på att föräldrarna banar vägen framför barnet i dess liv på liknande sätt som spelarna på en curlingbana sopar banan före spelstenarna. Föräldrarna vill att barnen ska ha det bra och tryggt och lägger ner mycket ansträngning på att ordna för barnen. De skjutsar barnen istället för att låta dem åka buss och får dem inte att delta i hushållsarbetet. Kritiken mot dessa föräldrar går ut på att barnen är vana vid att ha det bra och tryggt och då får svårt att klara sig själva senare. Den första att introducera begreppet i Sverige var journalisten Maria Carling.

## Danmark
Den danska motsvarigheten är Curlingbørn för barn som är överbeskyddade av sina föräldrar. Även Curlingforældre används.